# ラザマナズ
| 専門評論家によるレビュー | 専門評論家によるレビュー |
| レビュー・スコア         | レビュー・スコア         |
| 出典                     | 評価                     |
| ------------------------ | ------------------------ |
| Allmusic                 | [ 1 ]                    |
| Galeria Musical          | [ 2 ]                    |

『ラザマナズ』 (Razamanaz) は、スコットランドのハードロックバンド、ナザレスが1973年にリリースした3枚目のスタジオアルバム。バンドで最初にチャート入りしたLPでもある。「ウォーク・アップ・ディス・モーニング」は、このアルバムのために再収録された。

## 収録曲
1. ラザマナズ (Razamanaz) — 3:52
2. アルカトラス (Alcatraz) — 4:23
3. ヴィジランテ・マン (Vigilante Man) — 5:21
4. ウォーク・アップ・ディス・モーニング (Woke Up This Morning) — 3:53
5. ナイト・ウーマン (Night Woman) — 3:29
6. バッド・バッド・ボーイ (Bad Bad Boy) — 3:55
7. ソールド・マイ・ソウル (Sold My Soul) — 4:49
8. トゥー・バッド・トゥー・サッド (Too Bad Too Sad) — 2:55
9. ブロークン・ダウン・エンジェル (Broken Down Angel) — 3:45

ダン・マッカファーティー、ピート・アグニュー、マニー・チャールトン、ダレル・スウィートによる作曲。#1はマッカファーティー、アグニュー、チャールトン、#2はレオン・ラッセル、#3はウディ・ガスリーによる。

## カバー
「ラザマナズ」は、デンマークのテクニシャルスラッシュメタルバンド、アーティレリーが1990年のアルバム『バイ・インヘリタンス』でカバーした。また、クワイエット・ライオットのヴォーカリスト、ケヴィン・ダブロウが、2004年のカバーアルバム『イン・フォー・ザ・キル』でも収録しており、さらに、スーパーサッカーズによっても、1992年のコンピレーションアルバム『ザ・ソングス・オール・サウンド・ザ・セイム』で「Razzmanazz」としてカバーされている。

## クレジット

### バンドメンバー
- ダン・マッカファーティー - リードヴォーカル
- ダレル・スウィート - ドラム、パーカッション、バッキングヴォーカル、ライナーノーツ
- ピート・アグニュー - ベースギター、バッキングヴォーカル
- マニー・チャールトン - エレクトリックギター、アコースティックギター、スライドギター、バンジョー、バッキングヴォーカル

### その他
- ロジャー・グローヴァー - プロデューサー、ベースギター、パーカッション
- アラン・パーキンス - レコーディングエンジニア (Pye Mobile Recording Unit)
- パトリック・ウォッターズ、フィン・コステッロ - フォトグラフィー
- マイク・ブラウン - リマスタリング
- ロバート・M・コリッチ - リマスタリング、ライナーノーツ
- デイヴ・フィールド - デザイン